# Cryptonympha dasilvai
Cryptonympha dasilvai is een haft uit de familie Baetidae. De wetenschappelijke naam van de soort is voor het eerst geldig gepubliceerd in 2004 door Salles & Francischetti.
De soort komt voor in het Neotropisch gebied.